# НАМИ-012
НАМИ-012 — паровой грузовой автомобиль, созданный в СССР. Был разработан в 1949 году Научным автомоторным институтом (НАМИ). Двигатель автомобиля работал на дровах. Заказчиками проекта были МГБ и ГУЛАГ. Разрабатывался как серийный автомобиль, было выпущено 3 автомобиля.

## История

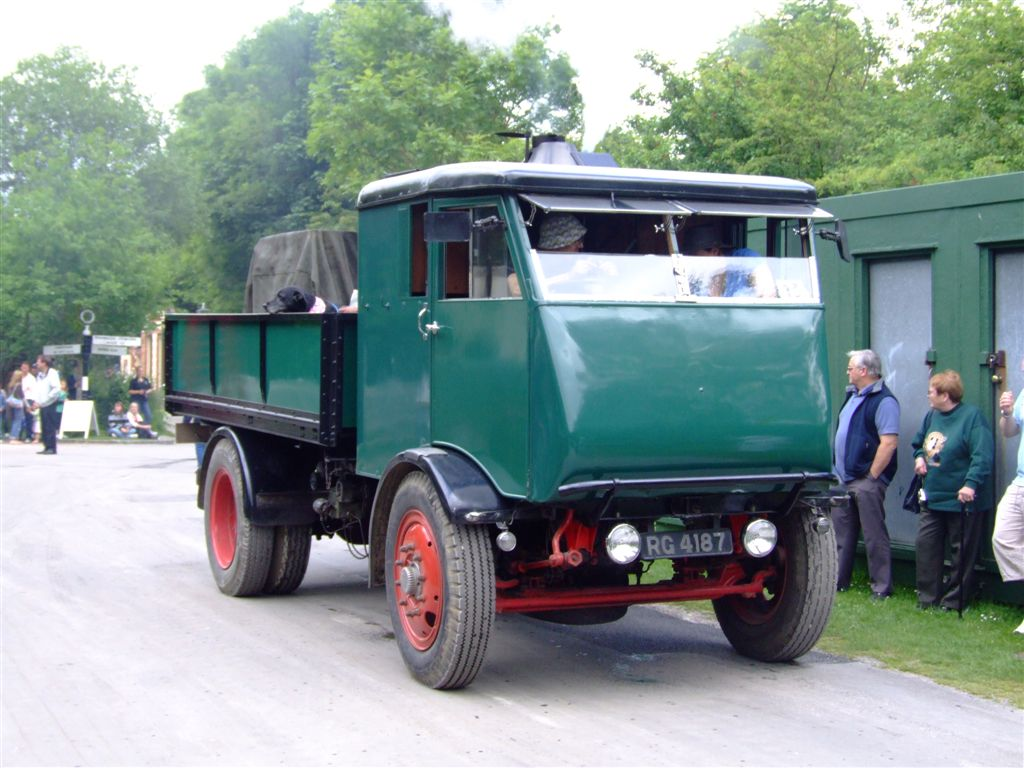
Паровой грузовик Sentinel S4, экземпляр которого был приобретен НАМИ в 1936 для исследования, который возможно был использован при разработке грузового автомобиля НАМИ.

В 1935 году в Научном тракторном институте (так тогда назывался НАМИ) было создано бюро паросиловых установок. В 1936 году там испытывали легковой автомобиль Doble. В 1938 году НАМИ приобрел для исследований шеститонный самосвал Sentinel S4 английской фирмы Сентинел с котлом низкого давления. Машину топили углем и, несмотря на огромный расход угля — 152 кг на 100 км пути, а также необходимость наличия кочегара эксплуатация оказалась выгодной, так как литр бензина стоил 95 копеек, а килограмм угля — 4 копейки.
В следующем году на шасси ЯГ-6 был создан паромобиль МП-28, который умел бы работать на жидком топливе или антраците. Но его не успели построить до начала войны.
После войны новые разработки парового автомобиля начались с изучения иностранного опыта. В 1946 году были проведены испытания немецкого парового тягача «Саксенберг», результаты которых удовлетворили инженеров. 7 августа 1947 года Советом Министров СССР было принято постановление «О механизации лесозаготовок и освоении новых лесных районов».
После войны перед конструкторами НАМИ поставили задачу: создать для леспромхозов автомобиль, который работает на дровах. Такие автомобили могли обеспечить безотходное производство, так как лесорубов в стране хватало: лагеря были переполнены узниками. Кроме того в такую машину уже не требовался кочегар — дрова опускались в топку автоматически, под собственным весом.
В отличие от газогенераторных машин, которые были распространены в СССР в то время, паромобиль должен был топиться не маленькими дровами, а большими, длиной до 50 см и диаметром до 20 см. Такие дрова использовались в стационарных паровых машинах (локомобилях), однако топить ими паровую машину автомобиля было предложено впервые.
Речь шла не про экспериментальные экземпляры — разрабатываемые модели предназначались для серийного выпуска. На оперативном совете ведущие инженеры института пришли к выводу о невозможности создания парового автомобиля с заданными характеристиками. В НАМИ составили записку с изложением своей позиции и направили её в правительство. В ответе говорилось: «Мы считаем необходимым разработку такого автомобиля. Для успешного выполнения задания вам будет оказана любая помощь».
Постановлением правительства для работы над машиной было создано специальное конструкторское бюро. В него вошли специалисты самого НАМИ, заводов ЗИС и МЗМА. До декабря 1948 года исследовательский образец был готов.
На 100 км пути расходовалось 350—450 кг дров.
Следом за исследовательским образцом в конце 1949 и в середине 1950 годов были построены ещё два автомобиля: внешне они отличались более скругленными кабинами, спереди исчезли массивные хромированные украшения в виде «клюва». Оба экземпляра испытывались и как грузовики, и как тягачи-лесовозы.
Государственное тестирование автомобилей НАМИ-012 началось 2 сентября 1950 года и завершилось 25 августа 1951 года
Испытание проводилось на Крайнем Севере. Морозы доходили до −40 °C, вода бралась из местного озера. В конце испытаний машины сделали пробег по маршруту Москва — Ярославль и назад. Всего одна из них прошла 16 тыс. км, другая — 26 тыс. км.
На основе испытаний комиссия пришла к выводу, что машина имеет хорошую проходимость в загруженном состоянии. Но без загрузки, из-за высокого веса, который приходился на переднюю ось, паровой автомобиль НАМИ-012 имел меньшую проходимость. Поэтому в 1953 году построили новую модель парового грузовика — полноприводный лесовоз НАМИ-18, который не уступал наиболее мощному лесовозу того времени МАЗ-501.
Существовал так же проект парового автомобиля на жидком топливе, но этот вариант остался только на бумаге.
Статьи про эти машины и детальные расчеты про их продуктивность публиковались в автомобильных журналах и отчетах НАМИ до конца 1950-х годов — в основном под фамилиями разработчиков, Шебалина и Коротоношко.

## Характеристики
Грузовой автомобиль на шасси лесовоза ЯАЗ-200. Автомобиль оборудован паросиловой установкой, которая состояла из водотрубного котла и паровой машины одинарного расширения и двойного действия. Количество цилиндров парового двигателя — 3, рабочий объём — 4590 см³, мощность 100 лошадиных сил, 74 кВт при 1000 оборотов в минуту. Паропродуктивность котлового агрегата — 600 кг пара в час при давлении 25 атмосфер и перегреве до 425 °C. Испарительная поверхность котла — 8 м². На средних и форсированных нагрузках котловой агрегат работал с КПД до 70 %. Топливом были дрова, расход которых составлял 300—400 кг на 100 км. Коробки передач не было. Запас хода с полной нагрузкой по шоссе на дровах 75 — 100 км, по воде — 150—180 км. Время, необходимое для начала работы после разогрева парового котла — 23 — 40 минут, в зависимости от влажности дров. Грузоподъемность составляла 6 т, с прицепом — 12 т.